# شهرستان شینتیان
شهرستان شینتیان (به لاتین: Xintian County) 
این شهرستان که در بخش جنوبی استان و غرب یونگ ژو قرار دارد، از شمال با شهرستان کیانگ و شهر چانگ نینگ، از شرق با شهرستان گویانگ، از جنوب شرقی با شهرستان جیاهه، از جنوب غربی و از غرب با نینگ‌یوان همسایه است.  شهرستان.  شهرستان Xintian 1022.4 کیلومتر مربع (394.8 مایل مربع) را پوشش می دهد، تا سال 2015، جمعیت ثبت شده آن 431،500 نفر و جمعیت ساکن دائمی آن 339،200 نفر بود.[4]  این شهرستان دارای 11 شهر و یک شهرستان تحت صلاحیت خود است، محل شهرستان Longquan (龙泉镇) است.